# Stadio Arechi
Stadio Arechi – stadion piłkarski znajdujący się we włoskim mieście Salerno przy Via Allende. Na co dzień swoje ligowe mecze rozgrywa tu Salernitana Calcio.

## Mecze reprezentacji
1.05.1991 Włochy-Węgry (3-1)

25.03.1995 Włochy - Estonia (4-1)

18.11.1998 Włochy - Hiszpania (2-2)